# Narthecusa taeniarcha
Narthecusa taeniarcha là một loài bướm đêm trong họ Geometridae.